# Psephotus haematonotus
El perico dorsirrojo o perico de rabadilla roja (Psephotus haematonotus) es una especie de ave psitaciforme de la familia Psittaculidae que habita en el sureste de Australia, especialmente en la cuenca del Murray-Darling.

## Taxonomía
El perico dorsirrojo fue descrito científicamente por John Gould en 1838 y es la especie tipo del género Psephotus. Durante mucho tiempo se supuso que estaba cercanamente emparentado con el perico variado, sin embargo múltiples análisis genéticos han mostrado que se trata de una ramificación temprana del grupo que contiene los géneros Platycercus y Barnardius.

## Descripción
El perico dorsirrojo es esbelto y mide alrededor de 28 cm de longitud, incluida su larga cola. El plumaje del macho es principalmente de color verde esmeralda intenso en las partes superiores y amarillo en las inferiores, con el obispillo rojo las partes inferiores amarillas, con marcas azules en las alas y parte superior de la espalda. El plumaje de la hembra es de tonos menos intensos, con las partes superiores verde oliváceo y las inferiores más claras, con las puntas de las alas de color azul negruzco. El rojo que del obispillo que da nombre a la especie se encuentra solo en los machos.

## Comportamiento

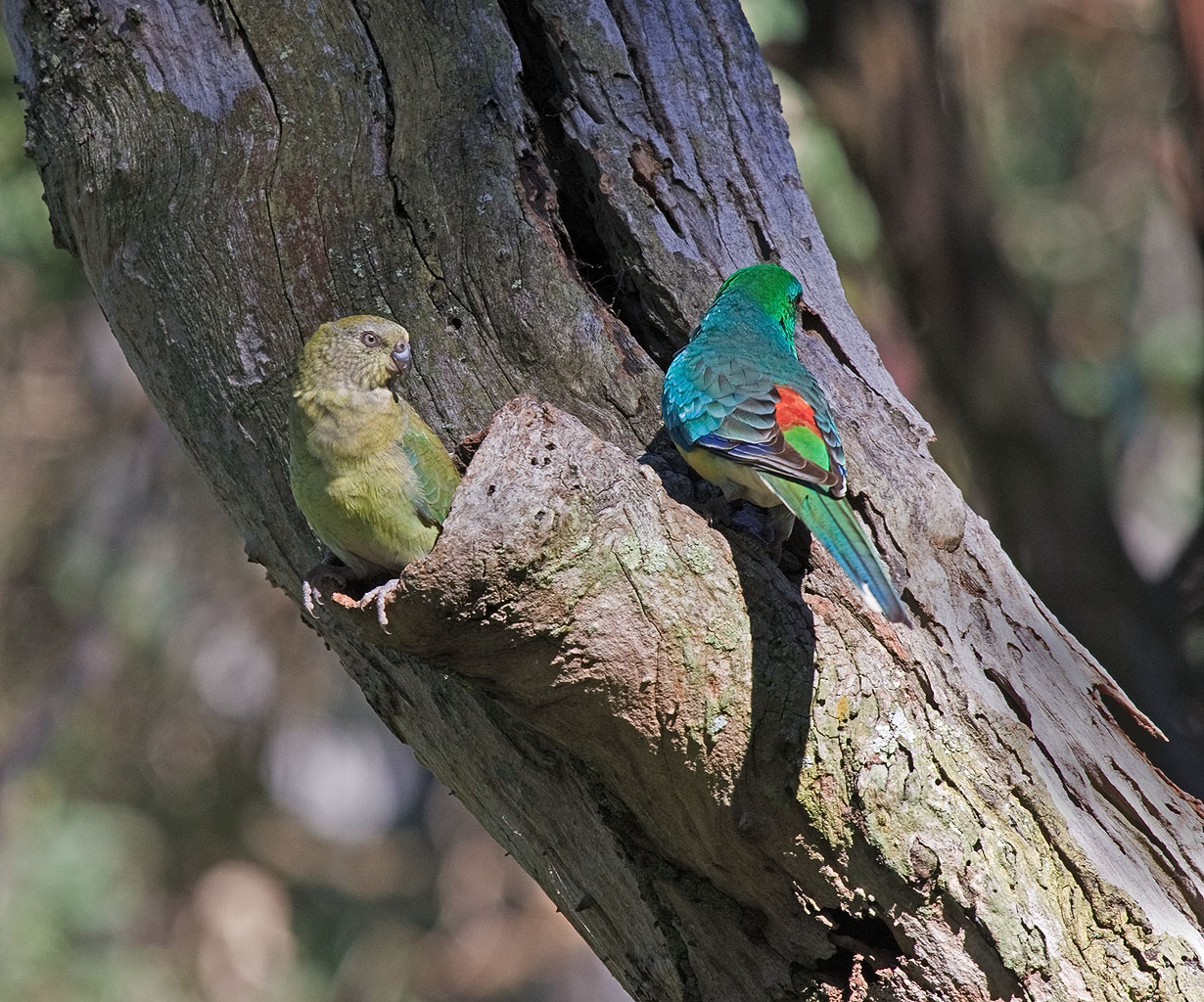
Pareja en los alrededores de Sídney, Australia.

El perico dorsirrojo suele encontrarse en parejas o bandadas en los campos abiertos con acceso al agua. Evitan la costa y las regiones más húmedas y densamente arboladas. Los claros de grandes tramos de bosque. Las talas de grandes extensiones de bosque y la provisión artificial de agua probablemente han ampliado su área de distribución. A veces se observan en loas parques y los jardines suburbanos. 
Pasan gran parte de su tiempo alimentándose en el suelo, y con frecuencia se llaman unos a otros sonidos de tipo chii chillip. Su plumaje verde le proporciona tan buen camuflaje entre la hierba corta que pueden permanecer escondidos hasta el observador está a solo 10 o 20 metros.

### Reproducción
Como la mayoría de los loros el perico dorsirrojo anida en los huecos de los árboles y lugares similares, incluidos postes y tocones. Suelen poner entre 3 y 6 huevos. La reproducción generalmente tiene lugar en primavera (de agosto a enero), sin embargo, en las zonas interiores más secas, puede darse en cualquier época del año tras las lluvias. Las hembras de esta especie no salen del nido durante la incubación y son alimentadas por el macho, y ni siquiera las revisiones de los humanos hacen que los dejen solos los huevos. Los juveniles alcanzan la madurez sexual a los 2 años.

## Avicultura

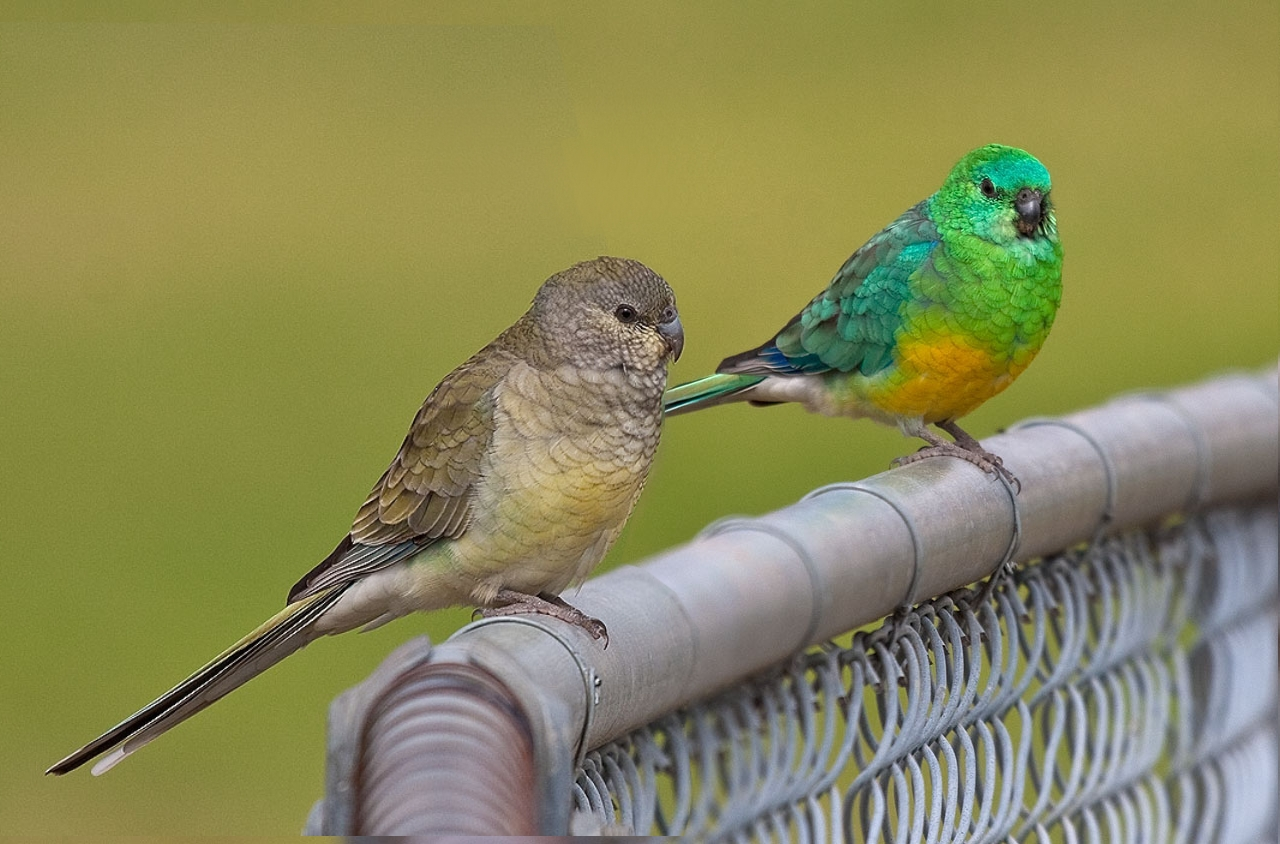
Hembra (izquierda) y macho (derecha) en Nueva Gales del Sur, Australia.

Los pericos dorsirrojos se crían con facilidad en cautividad si se les proporciona espacio suficiente para volar y cajas de anidamiento grandes. Se han seleccionado varias mutaciones de color de esta especie, y se pueden encontrar en el mercado pericos dorsirrojos amarillos.
Los pericos dorsirrojos se mantienen bien en aviarios y jaulas grandes. No les gusta estar en espacios muy abarrotados y pueden ser agresivos con las otras aves si no tienen espacio suficiente. 
En cautividad y bien cuidados suelen vivir entre 15 y 25 años.